# 格林菲爾德莎草紙卷

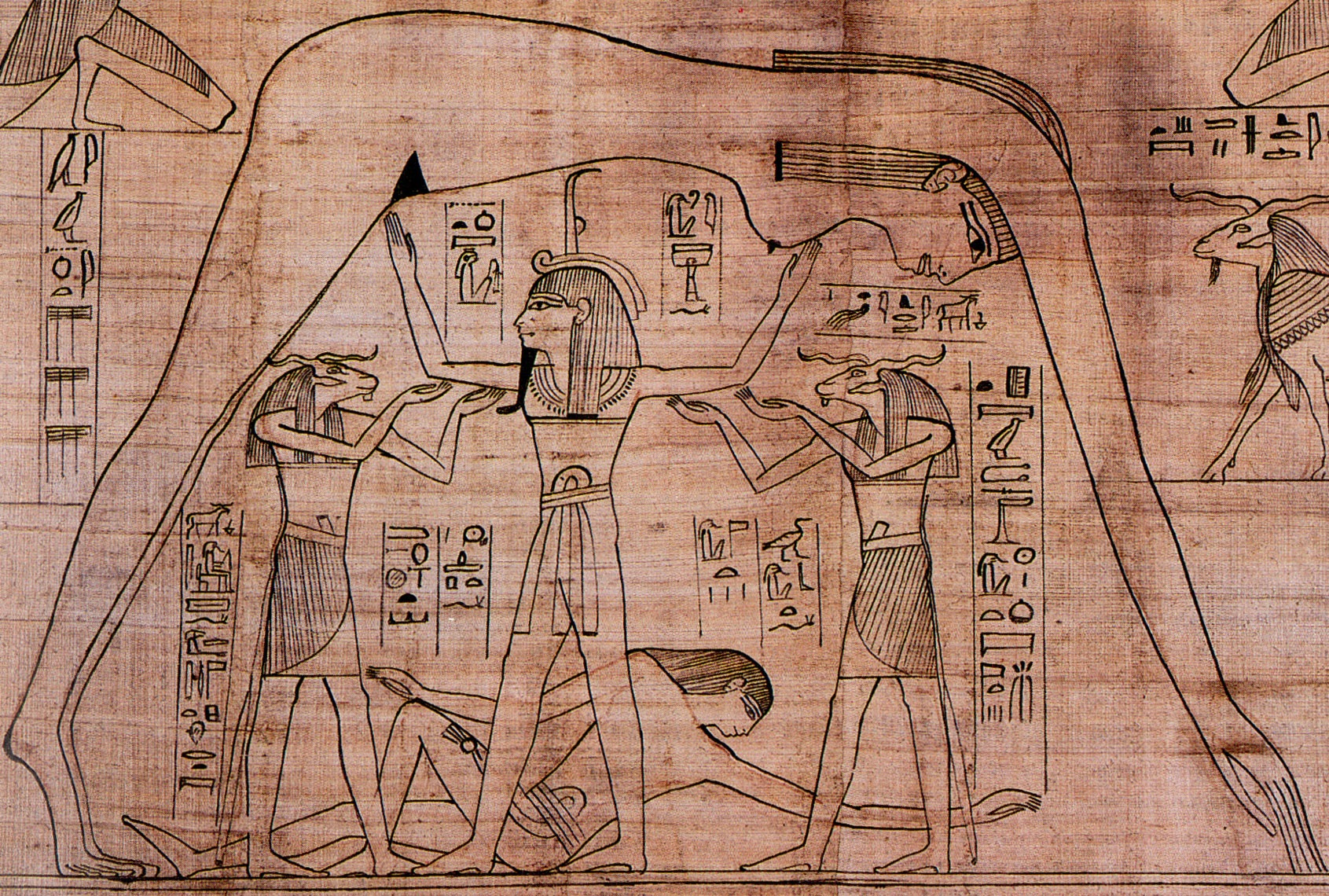
格林菲爾德莎草紙卷其中一小部分，描繪天空女神努特的繪畫

格林菲爾德莎草紙卷（英語：Greenfield papyrus）是一份古埃及時期的莎草紙卷，總長37公尺，是現存最長的莎草紙卷之一。1910年5月，伊蒂絲·瑪莉·格林菲爾德（Edith Mary Greenfield）將這份古卷贈送給英國倫敦大英博物館，這份古卷也以她的名字命名 。這份莎草紙卷至今仍然保存在大英博物館中。
格林菲爾德莎草紙卷中收錄了其中一段死者之書的版本，其中包含疑似為梅傑德神的形象插畫 。

## 由來
目前仍不清楚這份紙卷是在什麼時候被發掘出來的，只知道英國收藏家赫伯特·邦斯·格林菲爾德（Herbert Bunce Greenfield）在1880年左右取得了這份紙卷。在赫伯特死後，他的妻子伊蒂絲·瑪莉·格林菲爾德將紙卷贈送給了大英博物館。紙卷被認為是在俗稱「皇家墓室」的古埃及陵墓中被發現的。

## 外部連結
- British Museum Collection Database Search (data retrieved shows 96 separate entries) （页面存档备份，存于）